# Callophrys rubi
Cejialba  (Callophrys rubi) es una especie de mariposa de la familia Lycaenidae nativa del paleártico: Eurasia y África del Norte.

## Período de vuelo
Univoltino generalmente de marzo a junio, algunas veces se la observa en julio.

## Hábitat
Su hábitat es muy amplio, desde zonas pantanosas a claros de bosque, brezal, flores, zonas rocosas y prados alpinos, en una ecología de lo más variable.

## Taxonomía
Se reconocen las siguientes subespecies:
- Callophrys rubi rubi Linnaeus, 1758 - Europa y Cáucaso
- Callophrys rubi borealis Krulikovsky, 1890 - Ural
- Callophrys rubi fervida Staudinger, 1901 - España, Marruecos, Asia Menor.
- Callophrys rubi sibirica Heyne, 1895  - Siberia, norte de Asia.